# Cabine-dormitório

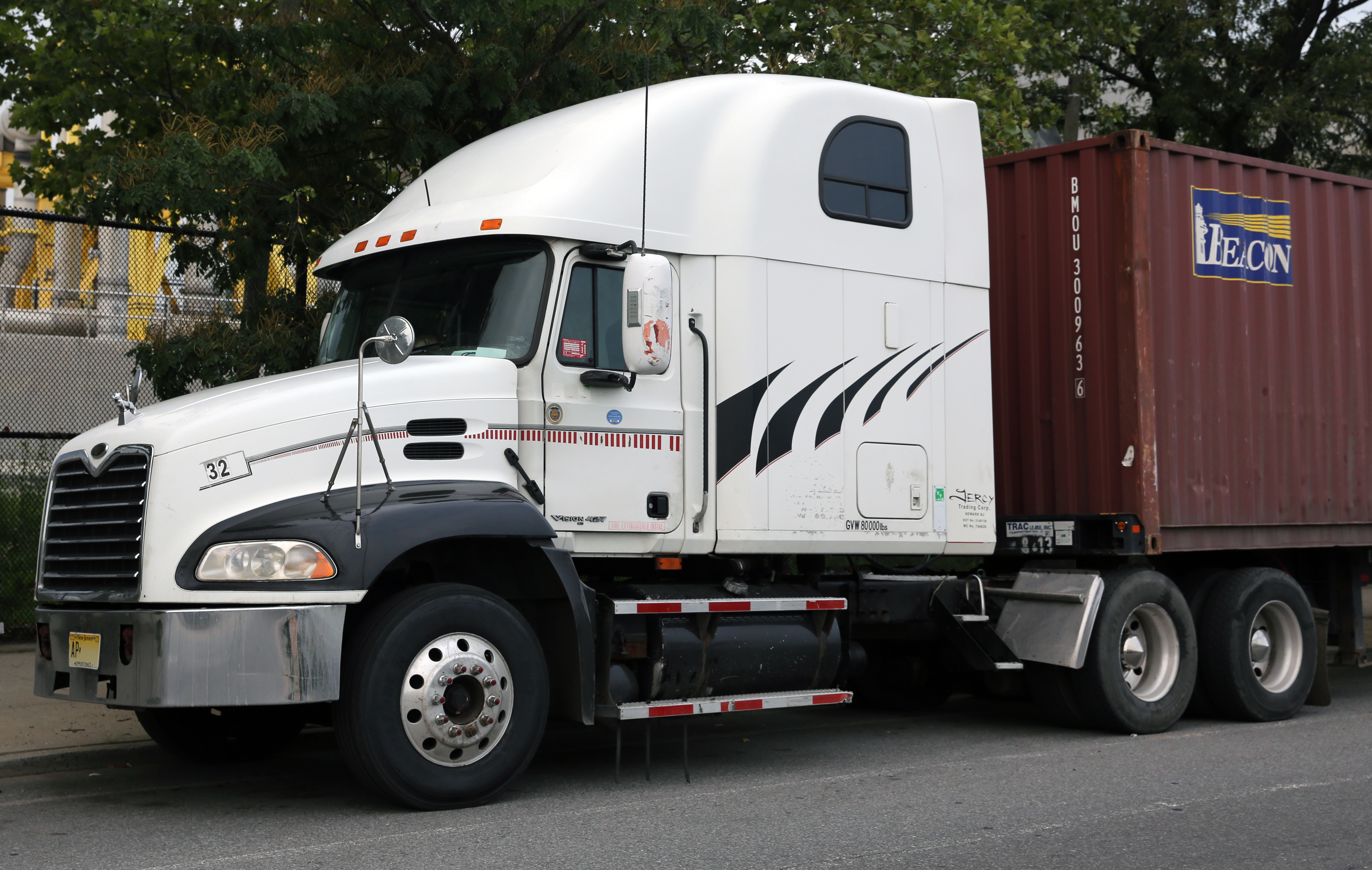
Cabine-dormitório atrás da cabine do motorista em um caminhão semirreboque Mack Vision

Cabine-dormitório é um compartimento fixado atrás da cabine de um cavalo mecânico, utilizado para descanso ou para dormir.

## Origem

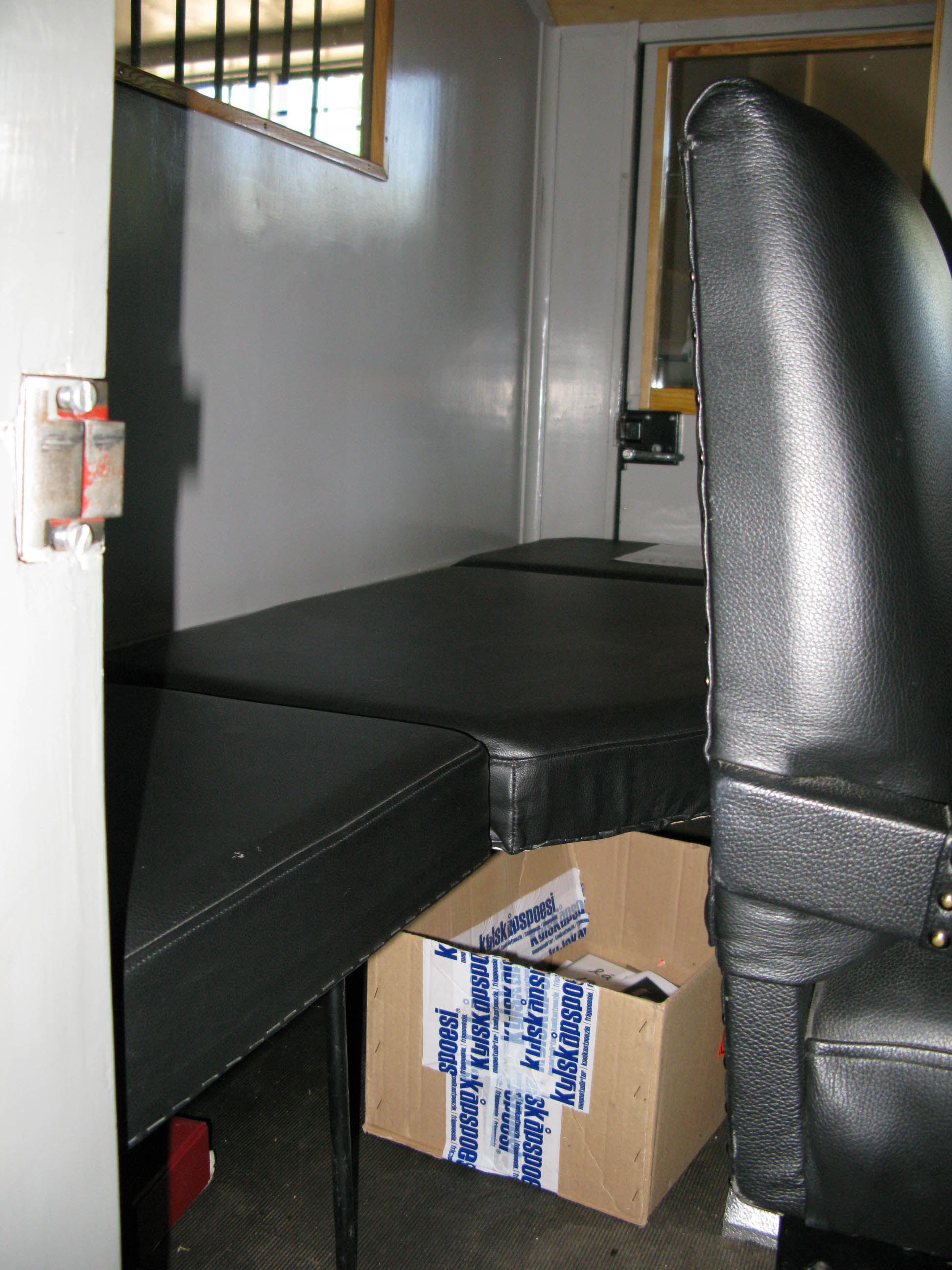
Cama de cabine-dormitório antiga (1933)

Em muitos países, os motoristas estão sujeitos a regulamentações de tempo de trabalho que limitam o tempo que eles podem dirigir antes de fazer um período mínimo de descanso obrigatório. Muitos motoristas optavam por dormir na cabine de seus caminhões em vez de pagar por um hotel na beira da estrada. Os fabricantes de caminhões perceberam isso e começaram a desenvolver cavalos mecânicos com cabines estendidas para fornecer uma área de dormir para os motoristas. As regulamentações relativas ao tempo de trabalho aplicam-se nos Estados Unidos, na Europa, na Austrália e em outras partes do mundo.

## Cabines-dormitório

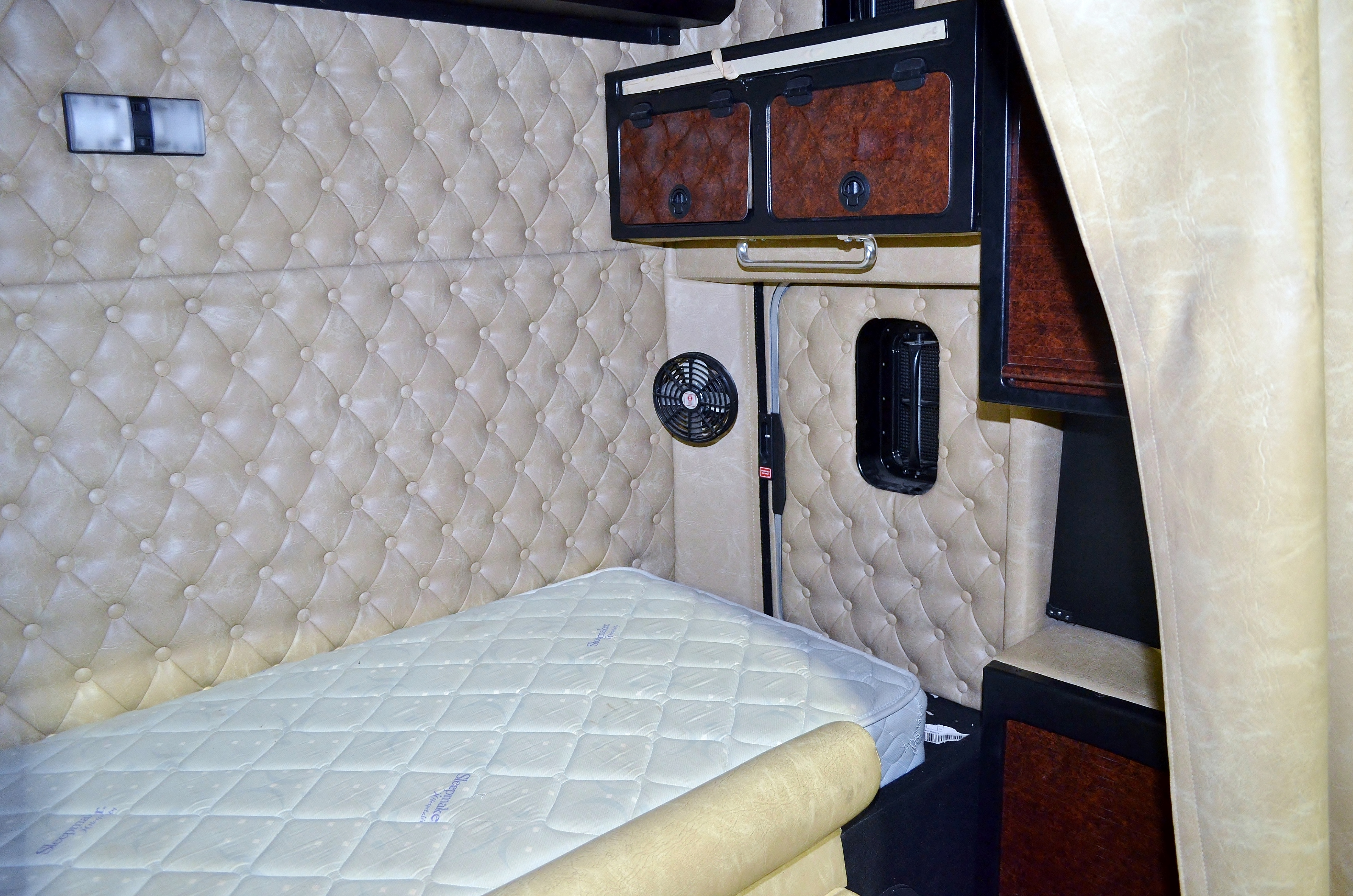
Interior de uma cabine-dormitório da década de 2010

As cabines-dormitório começaram a ser usadas já na década de 1920, mas muitas vezes eram inseguras e desconfortáveis. No entanto, elas permitiam que os motoristas passassem meses seguidos na estrada, muitas vezes dirigindo em equipes de dois (um dirigia enquanto o outro dormia). Com essa fórmula de sucesso, os motoristas começaram a fazer pedidos aos fabricantes de caminhões por cabines-dormitório cada vez maiores. Os fabricantes começaram a atender aos motoristas que solicitavam mais luxo. Os dormitórios foram inicialmente desenvolvidos sem pensar no conforto, medindo de 18 a 24 polegadas (457 a 610 mm). Rapidamente cresceram para 36 a 48 polegadas (914 a 1 219 mm), pensando nos motoristas de longa distância. Seu tamanho passou a ser regulamentado nos EUA na década de 1950, mas as restrições de comprimento foram removidas na década de 1980. Os dormitórios de caminhão personalizados variam em tamanho nos caminhões modernos, de 36 polegadas (914 mm) até as enormes 230 polegadas (5 842 mm). Os dormitórios personalizados vêm equipados com muitas das comodidades dos trailers modernos. Em 2000, aproximadamente 70% dos novos caminhões fabricados nos EUA incluíam dormitórios.